# Patrick Francis Sheehan
Patrick Francis Sheehan OSA (* 28. Mai 1932 in Boyle, Irland; † 8. November 2012 in Dublin) war römisch-katholischer Bischof von Kano in Nigeria.

## Leben
Patrick Francis Sheehan trat der Ordensgemeinschaft der Augustiner bei und empfing am 25. Februar 1956 die Priesterweihe. 
Papst Paul VI. ernannte ihn am 21. September 1970 zum Bischof von Yola. Der Apostolische Delegat in Nigeria, Amelio Poggi, spendete ihm am 6. Januar 1971 die Bischofsweihe; Mitkonsekratoren waren James Timothy Kieran Cotter OESA, Bischof von Maiduguri, und John Kwao Amuzu Aggey, Erzbischof von Lagos. Sein bischöflicher Wahlspruch war Aedificante Gratia Dei.
Mit Erhebung der Präfektur Kano zum Apostolischen Vikariat wurde Patrick Francis Sheehan am 5. Juli 1996 von Papst Johannes Paul II. zum Apostolischen Vikar von Kano ernannt. Mit Erhebung des Apostolischen Vikariats zum Bistum am 22. Juni 1999 erfolgte die Ernennung zum ersten Bischof von Kano. Sheehan richtete 23 Pfarreien und 2 Kaplanate sowie die Dekanate Kano und Tudun Wada sowie Dutse ein.
Am 20. März 2008 nahm Papst Benedikt XVI. sein altersbedingtes Rücktrittsgesuch an.
Seine letzte Ruhestätte fand er auf dem St.-Patrick’s-Friedhof im irischen Tramore.